# Pigádia (Triphylie, Messénie)
Pigádia, en grec moderne : Πηγάδια, est un village du dème de Triphylie, dans le district régional de Messénie, en Grèce.
Selon le recensement de 2011, la population du village s'élève à 49 habitants.